# Jan Willem Bezemer
Jan Willem (Jan) Bezemer (Pijnacker, 26 juni 1921 - Oldeberkoop, 3 oktober 2000) was een Nederlands historicus en hoogleraar die gespecialiseerd was in Russische geschiedenis. Hij was samen met Karel van het Reve oprichter van de Alexander Herzenstichting.

## Leven en werk
Bezemer studeerde Slavische taal- en letterkunde bij de slavist Bruno Becker. In 1945 ontmoette hij op het college van Becker de latere slavist en hoogleraar Karel van het Reve met wie hij duurzaam bevriend raakte. Hij promoveerde in 1956 op het proefschrift De Russische revolutie in westerse ogen. Hij werd, samen met Karel van het Reve, medewerker van het Rusland-Instituut (dat later Oost-Europa Instituut zou gaan heten) aan de Universiteit van Amsterdam. Hier legden zij de grondslag voor de vorming en catalogisering van de collectie boeken en periodieken uit en over de Sovjet-Unie. Aan dit instituut volgde Bezemer in 1957 Bruno Becker op als hoogleraar-directeur. In 1963 heeft hij gediend in Moskou als Rusland-correspondent voor het Parool.
In 1969 richtten Karel van het Reve, Jan Willem Bezemer en de Amerikaanse politicoloog Peter Reddaway de Alexander Herzenstichting op. De stichting is vernoemd naar Alexander Herzen, de filosoof en publicist die in 1853 een onafhankelijke Russische uitgeverij had opgericht. In de inleiding bij de studie Haalt de Sovjetunie 1984? (uitgegeven in 1976 door de Alexander Herzenstichting) van Andrej Amalrik schreef Bezemer over Amalrik: "Hij is de eerste Russische intellectueel die na lange jaren de stilte heeft verbroken om een onafhankelijk visie op het lot van zijn land te ontvouwen." Bezemer ging in 1986 met emeritaat.
Vakpublicaties waarmee hij bij een ruimer publiek bekend werd, zijn: Geschiedenis van Rusland: van Rurik tot Brezjnev (1988) en Het einde van de Sovjetunie (1992).
In de roman Twee minuten stilte, geschreven door Karel van het Reve, is het personage Peter Struve gebaseerd op Jan Willem Bezemer.

## Publicaties (selectie)
- De Russische revolutie in westerse ogen (1956)
- Geschiedenis van Rusland: van Rurik tot Brezjnev (1988)
- Het einde van de Sovjetunie (1992)